# 82.º Regimiento de Instrucción Aérea
El 82º Regimiento de Instrucción Aérea (82. Flieger-Ausbildungs-Regiment) unidad militar de la Luftwaffe durante la Segunda Guerra Mundial.

## Historia
Formada el 1 de abril de 1939 en Quakenbrück desde el 82.º Batallón de Reemplazo Aéreo con:
- Cuartel General.
- Batallón de Instrucción desde la 82.º Batallón de Reemplazo Aéreo.
- Escuela Elemental de Vuelo (82.º Regimiento de Instrucción Aérea) desde la Escuela Mixta Experimental Superior Quakenbrück.

El II Batallón de Instrucción fue formada en 1940, mientras la Escuela/82.º Regimiento de Instrucción Aérea deja el regimiento el 1 de octubre de 1941, y se convirtió en la 82.º Escuela Mixta Experimental Superior. Trasladado a Cottbus(?) en noviembre de 1939 y a Posen en octubre de 1941. El 16 de agosto de 1942 es redesignado como el 82.º Regimiento Aéreo.

## Comandantes
- Coronel Rudolf Petrauschke – (1 de abril de 1939 – 15 de febrero de 1942).
- Coronel Wilhelm Bode – (15 de febrero de 1942 – 9 de enero de 1943).

## Orden de Batalla
- 1939 – 1940: Stab, I. (1-5), 6., 7., Schule.
- 1941 – 1942: Stab, I. (1-5), 7., II. (8-12).